# Lakhisarai

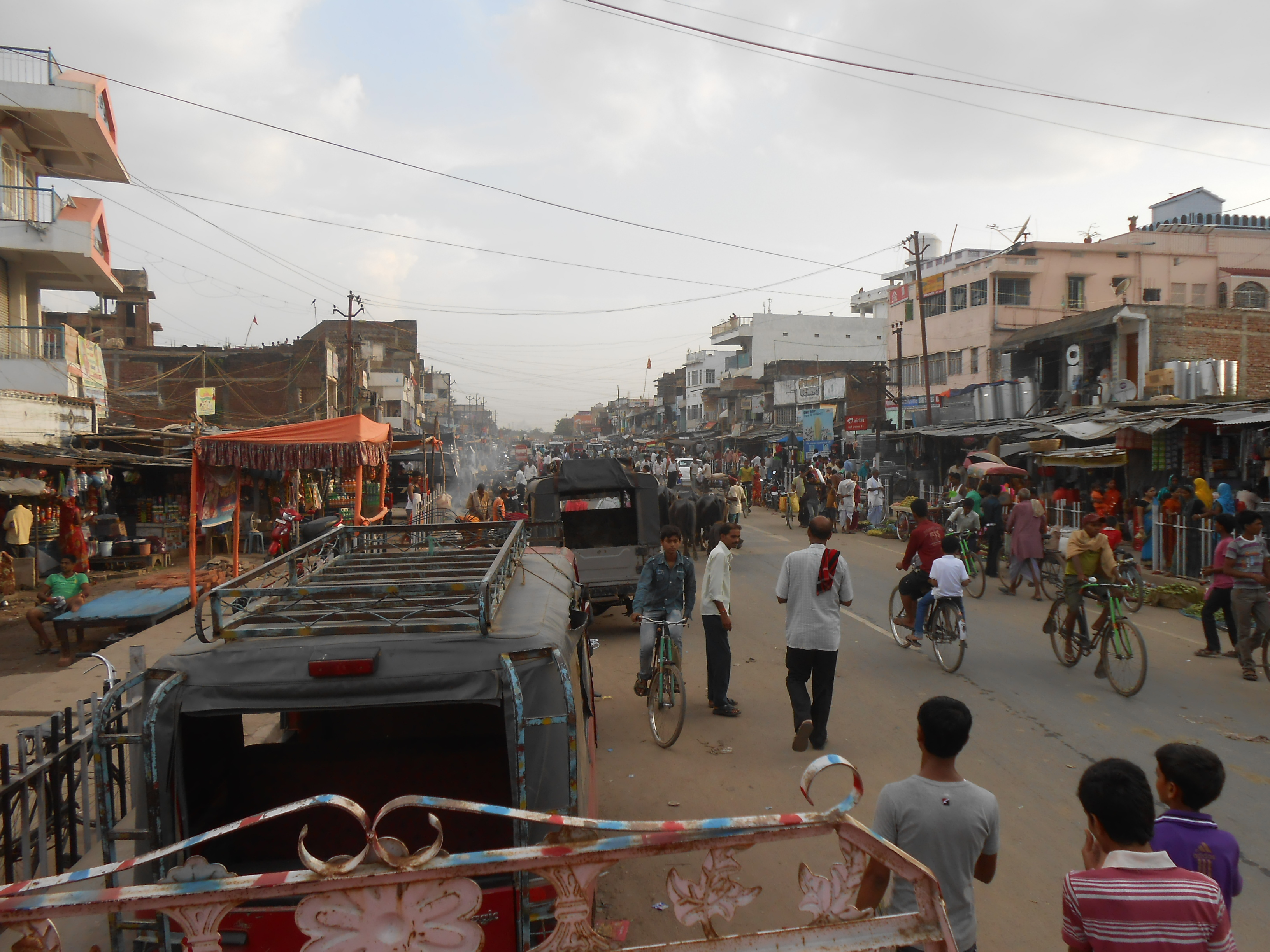
Lakhisarai

Lakhisarai ist eine Stadt im Bundesstaat Bihar im Osten Indiens. Sie ist Hauptstadt des Distrikt Lakhisarai. Lakhisarai hat den Status eines City Council (Nagar parishad). Die Stadt ist in 33 Wards gegliedert. Sie ist ungefähr 148 km von Bihars Hauptstadt Patna entfernt.

## Demografie
Die Einwohnerzahl der Stadt liegt laut der Volkszählung von 2011 bei 99.979. Lakhisarai hat ein Geschlechterverhältnis von 898 Frauen pro 1000 Männer und damit einen für Indien üblichen Männerüberschuss. Die Alphabetisierungsrate lag bei 70,32 % im Jahr 2011. Knapp 94,6 % der Bevölkerung sind Hindus, ca. 5,1 % sind Muslime und ca. 0,6 % gehören anderen Religionen an. 17,6 % der Bevölkerung sind Kinder unter 6 Jahren. 10,7 % der Bevölkerung sind Teil der Scheduled Castes.